# Jaan Kiivit sr.

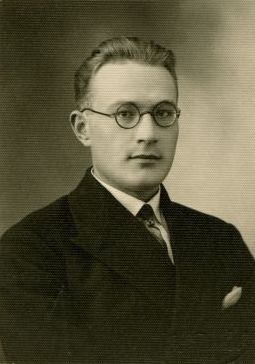
Jaan Kiivit sr.

Jaan Kiivit senior (Pahuvere 27 februari 1906 - Tallinn 3 augustus 1971) was een Estisch theoloog en de eerste aartsbisschop van de Estse Evangelisch-Lutherse Kerk (EELK) van 1949 tot 1967.

## Biografie
Jaan Kiivit werd op 27 februari 1906 geboren in het dorp Pahuvere (provincie Viljandimaa). Zijn ouders waren landbouwer en eigenaar van een molen. Kiivit volgde onderwijs aan de parochieschool en studeerde van 1925 tot 1932 theologie aan de Universiteit van Tartu. In april 1933 werd hij tot vicaris beroepen in Jõhvi en in juli 1933 tot pastor in Emmaste, op het eiland Hiiumaa. In 1940 werd hij waarnemend proost van Viru. In 1941 werd hij proost. 
Na de Tweede Wereldoorlog werd hij assessor van de Consistorie van de Estse Evangelisch-Lutherse Kerk (1946). Op 6 juni 1948 werd hij pastor van de Kerk van de H. Johannes van Tallinn en proost van de Proosdij Tallinn. In die periode trad hij ook op als plaatsvervanger van de bisschop (die in 1944 naar Zweden was uitgeweken).

### Aartsbisschop van de EELK
Op 2 februari 1949 werd Kiivit tot bisschop van de Estse Evangelisch-Lutherse Kerk (EELK) en op 23 oktober 1949 vond zijn wijding tot eerste aartsbisschop van de EELK. Hij werd hiermee de opvolger van bisschop Johan Kõpp, die in 1944 voor het oprukkende Rode Leger naar Zweden was gevlucht en de leiding op zich nam van de EELK in het buitenland. 
Als aartsbisschop was hij nauw betrokken bij de oecumene. In 1958 nam hij deel aan de eerste vergaderingen van de Christelijke Vredesconferentie (CVC) in Praag. Hij nam ook (samen met zijn vrouw Gertrud) deel aan de eerste al-Christelijke Vredesvergadering aldaar (1961) en werd in het bestuur van de CVC gekozen. 
In 1959 nam hij deel aan de festiviteiten van het 550-jarig bestaan van de Universiteit Leipzig (Karl-Marx-Universiteit) in de Duitse Democratische Republiek en verkreeg hij een eredoctoraat.
In 1967 werd Kiivit als aartsbisschop opgevolgd door Alfred Tooming.

### NKVD/KGB
Jaan Kiivit werd na de Tweede Wereldoorlog (1948) door de NKVD gerekruteerd als agent.

## Familie
Jaan Kiivit jr. (1940-2005), werd in 1966 door zijn vader tot priester gewijd. Van 1994 tot 2005 was hij aartsbisschop van de EELK. 

## Verwijzingen
1. ↑  https://www.uni-leipzig.de/~agintern/uni600/ug265.htm
2. ↑  Gearchiveerde kopie. Gearchiveerd op 29 juli 2024. Geraadpleegd op 12 augustus 2023.

- Gemeinsame Normdatei: 1111527555
- International Standard Name Identifier: 0000 0000 7324 0751
- Library of Congress Control Number: n2009073560
- Virtual International Authority File: 102935112
- WorldCat: E39PBJqKhcKcD339BkCm3gjpyd